# Cuth Harrison
Thomas Cuthbert Harrison (1906. július 6. – 1981. január 21.) brit autóversenyző.

## Pályafutása
1950-ben három futamon vett részt a Formula–1-es világbajnokságon. A sorozat történelmének első versenyén, Silverstone-ban hetedikként ért célba, három kör hátrányban a győztes Giuseppe Farina mögött. Monte Carloban baleset, az olasz nagydíjon pedig technikai problémák miatt esett ki.
Pályafutása alatt rajthoz állt több, a világbajnokság keretein kívül rendezett Formula–1-es versenyen is.

## Eredményei

### Teljes Formula–1-es eredménylistája
(Táblázat értelmezése)

(Félkövér: pole-pozícióból indult; dőlt: leggyorsabb kört futott) 

| Év   | Csapat        | Modell     | Motor          | 1     | 2      | 3   | 4   | 5   | 6   | 7      | Helyezés | Pont |
| ---- | ------------- | ---------- | -------------- | ----- | ------ | --- | --- | --- | --- | ------ | -------- | ---- |
| 1950 | Cuth Harrison | ERA B Type | ERA Straight-6 | GBR 7 | MON Ki | 500 | SUI | BEL | FRA | ITA Ki | -        | 0    |

## Külső hivatkozások
- Profilja a grandprix.com honlapon (angolul)
- Profilja a statsf1.com honlapon (angolul)